# Топчидерска језера
Топчидерска језера су најмања београдска вештачка језера на територији општине Савски венац, која протичу кроз Топчидер и налазе се на око 4,5 километара од центра Београда.

## Карактеристике и историјат
Још у време владавине кнеза Милоша Обреновића Топчидер је постао најзначајније место у околини Београда, а његову посебну драж чинила су три мала вештачка језера која се напајају са Топчидерске чесме. Најмање језерце налази се на подручју густе шуме, па је зато целе године у хладовини и из њега вода одлази директно у Топчидерску реку. Средње језеро по величини је уједно и најдубље од свих Топчидерских језера, а на његовој средини налази се мало вештачко острво од камена. Треће и највеће Топчидерско језеро је облика осмице и преко њега се налази дрвени мост. У највећем језеру нема рибе што је велика штета, јер се напаја бистрим потоком који никад не пресушује преко Топчидерске чесме, док у најмањем и средњем има рибе, патака и гусака, али је риболов забрањен. Сва језера су уређена утврђеном обалом и део су старог београдског парк-излетишта Топчидер.